# Byrrhus glabratus
Byrrhus glabratus là một loài bọ cánh cứng trong họ Byrrhidae. Loài này được Heer miêu tả khoa học năm 1841.